# Porte Molitor (metrostation)
Porte Molitor is een nooit geopend spookstation van de metro van Parijs. Het station ligt aan een raccordementspoor tussen de stations Porte de Saint-Cloud van lijn 9 op Porte d'Auteuil van lijn 10, in het 16e arrondissement. Tussen de twee stations bevindt zich een werkplaats (Ateliers d'Auteuil); daarnaast is onder de Boulevard Murat een enkelspoorstunnel aangelegd. Tussen deze twee ligt het station, dat een eilandperron heeft. Vanwege de ligging onder de Boulevard Murat vindt men ook weleens de aanduiding Murat voor dit station.

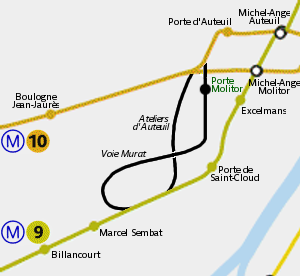
Ligging van het station

Het station is tezamen met het station Haxo een van de spookstations van de Parijse metro die nimmer in gebruik zijn genomen; net zoals bij Haxo is bij de bouw uiteindelijk geen enkele toegang naar straatniveau aangelegd. Het station was bedoeld om het nabijgelegen stadion Parc des Princes te bedienen op avonden dat daar gevoetbald werd, maar wordt nu gebruikt als stallingsruimte. Op het metrostation Porte d'Auteuil is achter het perron nog het spoor te zien dat naar het station leidt. Bovengronds bestaat een bushalte met de naam Porte Molitor; deze wordt aangedaan door buslijn PC1.